# Fenestraria rhopalophylla
Espèce
Synonymes
- Fenestraria rhopalophylla subsp. rhopalophylla[1]
- Mesembryanthemum rhopalophyllum Schltr. & Diels[2]

Fenestraria rhopalophylla est une espèce de plantes de la famille des Aizoaceae.

## Liste des sous-espèces
Selon Catalogue of Life (28 décembre 2018), NCBI (28 décembre 2018) et Tropicos (28 décembre 2018) (Attention liste brute contenant possiblement des synonymes) :
- sous-espèce Fenestraria rhopalophylla subsp. aurantiaca H.E.K. Hartmann
- sous-espèce Fenestraria rhopalophylla subsp. rhopalophylla N.E. Br.

Selon The Plant List (28 décembre 2018) :
- sous-espèce Fenestraria rhopalophylla subsp. aurantiaca (N.E.Br.) H.E.K.Hartmann